# 遊戲美術設計
游戏美术设计是电子游戏制作的一部分，遊戲美術設計也是电子游戏的前期制作阶段之一。視覺藝術工作者要为游戏的角色、场景、物体等绘制草图。 在草图完成之後，視覺藝術工作者還要根据草图進行图形设计。一款游戏的美术设计可能需要两人以上的視覺藝術設計人士参与。 

## 相關人物
- 一隻土撥鼠